# Microsepsis fulva
Microsepsis fulva är en tvåvingeart som först beskrevs av Ozerov 1994.  Microsepsis fulva ingår i släktet Microsepsis och familjen svängflugor.
Artens utbredningsområde är Peru. Inga underarter finns listade i Catalogue of Life.